# Tartrazine
Tartrazine is een synthetische gele azokleurstof, met als E-nummer E102.

## Toepassingen

### Levensmiddelen
Tartrazine is toegestaan als kleurstof voor levensmiddelen. De ADI bedraagt tot 7,5 mg/kg lichaamsgewicht. De Europese Autoriteit voor voedselveiligheid schatte in 2009 de dagelijkse blootstelling aan tartrazine tussen 0,5 en in de zwaarste gevallen (95e of 97,5e percentiel) 7,3 mg/kg lichaamsgewicht per dag, afhankelijk van de leeftijd en de gebruikte schattingsmethode.
Tartrazine komt in zeer veel producten voor: frisdranken, gebak (zoals viennoiserie), koekjes, cakes, wafels en nagerechten. Daarnaast kunnen ook de volgende voedingsmiddelen bronnen van tartrazine zijn: sauzen, smaakmakers (bijvoorbeeld kerriepoeder en tandoori), relishes, chutney en piccalilly.
Uit één Engelse studie zou blijken dat deze kleurstof E102 i.c.m. benzoëzuur kinderen nadelig zou kunnen beïnvloeden. De Europese Autoriteit voor voedselveiligheid (EFSA) vindt het bewijs daarvoor te mager. Ondanks de conclusie van EFSA heeft het Europees Parlement besloten dat uit voorzorg op producten met bepaalde Azo-kleurstoffen (E133 en E102) een waarschuwing op het etiket moet staan: [naam of E-nummer]: kan de activiteit of oplettendheid van kinderen nadelig beïnvloeden.

### Cosmetica
Tartrazine wordt veel gebruikt als kleurstof in diverse soorten cosmetica. De dosering is als regel zeer laag, behalve in kleurspoelingen, dan is een concentratie tot 0,5% gebruikelijk. De INCI-code is CI 19140.

### Overig gebruik
Tartrazine wordt gebruikt als microscopiekleurstof en voor het verven van leer.

### Laboratorium
Tartrazine wordt in laboratoria veel gebruikt als kleurstof voor de controle van pipetteerrobots. Door een bekende hoeveelheid tartrazine door een robot te laten verdunnen en afvullen en vervolgens de absorptie van de verdunningen te meten bij 405 nm kan bepaald worden wat de performance van de robot is.

### Experimenteel
Tartrazine blijkt in een wonderlijk experiment huidweefsel doorzichtig te kunnen maken. Toen onderzoekers de stof op levende muizen smeerden, verschenen de contouren van hun organen.

## Toxicologie en veiligheid
Tartrazine in voeding dient vermeden te worden door mensen met een overgevoeligheid voor salicylaten. Er is onderzoek bekend waaruit blijkt dat gebruik van tartrazine bij een zeer kleine groep mensen kan leiden tot netelroos, dermatitis, astma, of rinitis. Tartrazine stimuleert mogelijk de histamineproductie in het lichaam. Tartrazine behoort tot de additieven waarvan de Britse voedingsautoriteit in september 2007 aangaf dat het verminderen van het gebruik bij hyperactieve kinderen mogelijk enig positief effect kan hebben. Hierover bestaat echter geen consensus.